# Quisiera ser hombre
Quisiera Ser Hombre é um filme de comédia dramática mexicano de 1989, dirigido por Abel Salazar e protagonizado por Lucero.

## Sinopse
Manuela (Lucero) se vê com muita dificuldade em arrumar um trabalho como design de moda, devido ao ramo preferir somente aos homens. Como última esperança, Manuela se transforma em Manuel e imediatamente consegue um emprego como ajudante do desenhista Miguel (Guillermo Capetillo). Este ao saber que "Manuel" tinha chegado da cidade há poucos dias e não tinha ainda lugar para morar, Miguel o convida para morar em seu apartamento. Manuela se vê em uma enrascada e a cada dia que passa, a situação fica mais insustentável. A gota d'água é quando Manuela se dá conta de que está se apaixonando por seu chefe.

## Elenco
- Lucero: Manuela/Manuel
- Guillermo Capetillo: Miguel
- Erika Magnus: Mariana
- Carlos Riquelme: Doutor
- Amparo Arozamena: Chona